# Paulo da Sérvia

Árvore genealógica da Casa de Blastímero

Paulo (em sérvio: Павле; romaniz.: Pavle; em grego medieval: Παῦλος; romaniz.: Paulos; ca. 870-921), também conhecido como Paulo Filho de Brano (em sérvio: Павле Брановић; romaniz.: Pavle Branović), foi o príncipe da Sérvia de 917 a 921. Foi colocado no tropo pelo cã Simeão I (r. 893–927), que capturou o príncipe anterior, Pedro depois dele tornar-se aliado do Império Bizantino na guerra em curso. Paulo governou por quatro anos antes de ser derrotado por Zacarias, seu primo. Paulo era filho de Brano, irmão do meio de Mutímero (r. 850–891) da Casa de Blastímero.

## Vida
Paulo nasceu na década de 870, entre 870/874, filho de Brano, o irmão do meio de Mutímero (r. 850–891). Seu nome cristão, em relação a geração anterior de nomes pagãos, mostra o espalhar da cristianização dos sérvios. Após a morte de seu avô Mutímero em 891, Pribéstlabo (r. 891–892) sucedeu-o. Pribéstlabo governou por um ano, até Pedro retornar da Croácia e derrotá-lo. Pribéstlabo fugiu à Croácia com seus irmãos Brano e Estêvão. Brano mais tarde retornou e liderou uma rebelião mal-sucedida contra Pedro em 894 (ou 895/896) na qual foi derrotado, morto e cegado. Devido a isso, Paulo foi à Bulgária, onde foi criado.
Em 917, um exército bizantino sob por Leão Focas invadiu a Bulgária, mas foi derrotado na Batalha de Anquíalo em 20 de agosto. Após Anquíalo, Simeão enviou um exército liderado por Paulo (após ouvir sobre uma aliança bizantino-sérvia), para tomar o trono sérvio, mas sem sucesso. Ele então enviou Marmais e Teodoro Sigritzes, que persuadiram Pedro, por juramento, a encontrá-los.  Quando apareceu, foi preso, enviado à Bulgária e morreu menos de um ano depois confinado. Simeão então colocou Paulo no trono sérvio. As fontes bizantinas chamam-o arconte ou arcontópulo (em grego medieval: ἀρχοντόπουλος).
Em 920, Zacarias, o exilado filho de Pribéstlabo (o filho mais velho de Mutímero), foi enviado pelo imperador Romano I Lecapeno (r. 920–944) para tomar o trono. Zacarias era o pretendente legítimo. Zacarias foi capturado por búlgaros ou por Paulo, que enviou-o a Simeão. De todo modo, Zacarias terminou em Preslava. No meio tempo, Paulo aliou-se aos bizantino e Simeão enviou Zacarias com tropas búlgaras em 921. Zacarias venceu e rapidamente revogou a aliança bizantina.